# Pallidotettix
Pallidotettix is een geslacht van rechtvleugeligen uit de familie grottensprinkhanen (Rhaphidophoridae). De wetenschappelijke naam van dit geslacht is voor het eerst geldig gepubliceerd in 1968 door Richards.

## Soorten
Het geslacht Pallidotettix  is monotypisch en omvat slechts de volgende soort:
- Pallidotettix nullarborensis (Richards, 1968)